# Rhys ap Maredudd

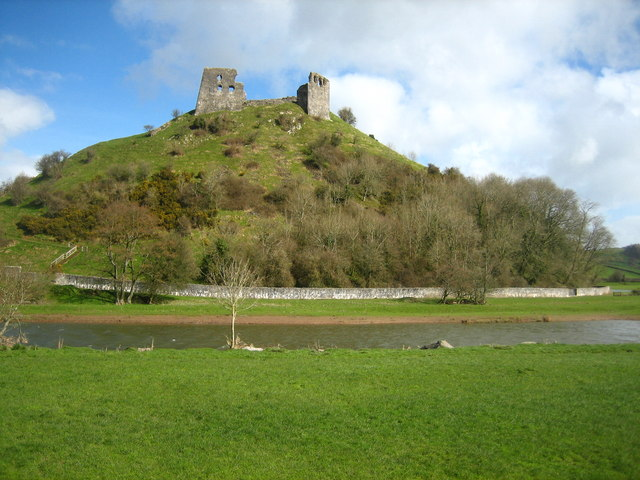
Dryslwyn Castle, Sitz von Maredudd ap Rhys

Rhys ap Maredudd (* um 1250; † 2. Juni 1292) war ein Lord des walisischen Fürstentums Deheubarth aus der Dinefwr-Dynastie. Er war der letzte walisische Herrscher in Westwales und Führer eines walisischen Aufstands von 1287 bis 1288.

## Herrschaft über Dryslwyn
Er war der einzige Sohn von Maredudd ap Rhys und dessen Frau Isabel, einer illegitimen Tochter von William Marshal, 2. Earl of Pembroke. Nach dem Tod seines Vaters 1271 erbte er dessen Ländereien in Cantref Mawr. Wie sein Vater stand er loyal auf Seiten der Engländer.
Bereits zu Beginn des Feldzugs von König Eduard I. gegen Wales schloss er im März 1277 eine Vereinbarung mit Payn de Chaworth, dem königlichen Kommandanten in Westwales. Er hoffte, als Belohnung für seine Kooperation die Ländereien seines Vetters Rhys Wyndod und vor allem dessen Burg Dinefwr Castle, die alte Residenz der Fürsten von Deheubarth zu erhalten. Aus Furcht vor der Rache seiner walisischen Nachbarn zögerte er die offizielle Unterwerfung bis zum 9. 
April hinaus. Nach Chaworths Vorstoß in das Tal des Tywi unterwarf sich Rhys Wyndod jedoch bereits am 24. April. Am 5. Juni übergab er Dinefwr Castle an Chaworth, und Chaworth schickte Rhys ap Maredudd zusammen mit Rhys Wyndod sowie Gruffydd und Cynan ap Maredudd von Ceredigion nach Worcester, wo sie am 1. Juli Eduard I. Hommage leisten mussten. Im Gegenzug durften sie ihre Ländereien teilweise behalten, womit Rhys Hoffnungen durchkreuzt wurden. Hinzu kam, dass die königlichen Beamten Rhys nun, anders als er im April mit Chaworth vereinbart hatte, ihn dem königlichen Gericht von Carmarthenshire unterstellen wollten. Außerdem musste er den königlichen Truppen das Öffnungsrecht für seine Burg Dryslwyn zugestehen. Dennoch blieb er im Gegensatz zu den anderen walisischen Herrschern weiterhin treu gegenüber dem König und erreichte schließlich im Juni 1280, dass ihm mit Maenoeilo ein Teil der Gebiete übergeben wurde, die Rhys Wyndod an die Engländer abgetreten hatte.
Als es im März 1282 erneut zum Krieg zwischen Llywelyn ap Gruffydd, dem Fürsten von Wales und dem englischen König kam, bot Rhys dem königlichen Kommandanten Gilbert de Clare seine Unterstützung an. Im August und September unterstützte er den englischen Angriff auf Trefilan Castle, der Burg von Gruffydd und Cynan ap Maredudd. Seine Treue wurde mit der Übergabe von Mabwynion und Gwynionydd in Cardiganshire, die bislang Gruffydd und Cynan gehört hatten, sowie mit Mallaen und Caio, den bislang Rhys Wyndod verbliebenen Gebieten belohnt. Im Gegenzug plünderten walisische Truppen von Llywelyn ap Gruffydd die Länder des Verräters. Für die voreilige Besetzung seiner neu erworbenen Gebiete und für die widerrechtliche Besetzung der Ländereien des minderjährigen Llywelyn ab Owain, der als königliches Mündel galt, musste Rhys sich nach Ende des zweiten Feldzugs von Eduard I. jedoch vor dem königlichen Gericht verantworten. Am 20. Oktober 1283 bestätigte ihm das Gericht zwar die neu erworbenen Gebiete, so dass er nun bis auf Dinefwr Castle Herr von ganz Cantref Mawr war. Gedemütigt verlor er jedoch seine unabhängige Herrschaft und musste seine Stellung als Vasall des Königs akzeptieren.

## Konflikt mit dem Gericht und Ausbruch der Rebellion
Im September 1286 verschlechterte sich seine Beziehung zum König weiter. Wegen eines mehrere Jahre zurückliegenden Streits mit John Giffard, dem Lord von Builth und Iscennen und mit Robert de Tibetot, dem königlichen Justiciar von Westwales sollte er sich erneut vor dem Gericht von Carmarthenshire verantworten. Als Lord von Emlyn, wo sein Vater eine neue Burg erbaut hatte, betrachtete er sich jedoch nicht dem Gericht von Carmarthenshire, sondern dem von Pembrokeshire unterworfen. Der König selbst weilte in der Gascogne, so dass der königliche Rat bereit war, die Anschuldigungen zu untersuchen, doch Rhys weigerte sich, vor Gericht in Carmathenshire zu erscheinen.
Enttäuscht begann er 1287 eine Rebellion gegen die englische Herrschaft und eroberte am 8. Juni 1287 Llandovery Castle, anschließend nahm er Dinefwr und Carreg Cennen Castle ein und plünderte die Region bis Swansea im Süden, wo er Oystermouth Castle erobern konnte, während Aberystwyth Castle im Westen dem Angriff widerstand. Während Eduard I. selbst noch in Frankreich war, übernahm sein Cousin Edmund, 2. Earl of Cornwall als königlicher Stellvertreter die Niederschlagung des Aufstands. Die Burgen in Cardiganshire und in Nordwales wurden bemannt und im August des Jahres wurde ein englisches Heer von über 11.000 Mann unter Führung von John de Havering, Gilbert de Clare und Robert de Tibetot in Carmarthen zusammengezogen. Die Belagerung von Dryslywn Castle begann am 13. August. Nach drei Wochen Belagerung stürzte ein Teil der Mauern durch Unterminierung ein, wobei einige der walisischen Führer ums Leben kamen. Während die meisten von Rhys Gefolgsleuten sich ergaben, konnte Rhys selbst entkommen. Rhys Burg von Newcastle Emlyn wurde ebenfalls erobert, und seine Ländereien wurden an Alan de Plugenet vergeben. Damit war die englische Eroberung des westlichen Wales abgeschlossen.

## Weiterführung der Rebellion, Flucht und Tod
Earl Edmund war bereits wieder in England, als Rhys am 2. November 1287 in einem Überraschungsangriff Newcastle Emlyn Castle zurückeroberte. Zwei Tage später plünderte er Llandovery. Der Earl of Hereford als Lord von Brecon übernahm die Verteidigung des Tals des Tywi. Ein weiteres englisches Heer schloss Newcastle Emlyn Ende Dezember ein, und nach zehntägigem Beschuss durch schwere Belagerungsgeräte ergab sich Newcastle Emlyn am 20. Januar 1288. Rhys konnte jedoch erneut entkommen. Auf ihn wurde ein Kopfgeld ausgesetzt, doch konnte er in Verstecken überleben, bis er am 2. April 1292 von ehemaligen Gefolgsleuten seines Vetters Rhys Wyndod verraten wurde. Rhys wurde in Ketten zum König nach York gebracht, dort wurde er als Mörder, Brandstifter, Dieb und Zerstörer königlicher Burgen angeklagt und zum Tod verurteilt. Am 2. Juni 1292 wurde er gehängt und ausgeweidet (hanged and drawn).

## Familie
Rhys hatte 1285 Ada, eine Schwester von John Hastings, des Lords von Abergavenny, geheiratet. Ihr wurde nach seiner Hinrichtung 1293 gestattet, auf die Besitzungen ihrer Familie zurückzukehren. Sein Sohn Rhys wurde noch 1340 als Gefangener in Norwich Castle erwähnt. Mit ihm starb das Haus Dinefwr in männlicher Linie aus.